# Anna Goodale
Anna Goodale, född den 18 mars 1983 i Montville, Maine, är en amerikansk roddare.
Hon tog OS-guld i åtta med styrman i samband med de olympiska roddtävlingarna 2008 i Peking.